# F.K. Kuban Krasnodar
Kuban Krasnodar (tiếng Nga: Футбольный клуб "Кубань" Краснодар) là một câu lạc bộ bóng đá có trụ sở tại Krasnodar,Nga. Được thành lập năm 1928. Nhà tài chợ chính của đội bóng là Đường sắt Nga. FC Kuban là một trong những câu lạc bộ bóng đá lâu đời nhất ở Nga.
Vào ngày 17 tháng 5 năm 2018, FC Kuban đã giải thể vì phá sản. Vào ngày 5 tháng 8 năm 2018 đội được tái thành lập.

## Thành tích
- Vô địch Cộng hòa Xã hội Chủ nghĩa Xô viết Liên bang Nga: 4
  - 1948, 1962, 1973, 1987

## Đội hình hiện tại
Tính đến ngày 26 tháng 8 năm 2015.
Ghi chú: Quốc kỳ chỉ đội tuyển quốc gia được xác định rõ trong điều lệ tư cách FIFA. Các cầu thủ có thể giữ hơn một quốc tịch ngoài FIFA.
| Số | VT | Quốc gia | Cầu thủ                 |
| -- | -- | -------- | ----------------------- |
| 1  | TM | Nga      | Yevgeni Frolov          |
| 2  | HV | Moldova  | Igor Armaș              |
| 4  | HV | Brasil   | Xandão                  |
| 5  | TV | Ghana    | Mohammed Rabiu          |
| 7  | TV | Nga      | Vladislav Kulik         |
| 8  | TV | Nga      | Artur Tlisov            |
| 9  | TĐ | Nga      | Roman Pavlyuchenko      |
| 10 | TV | Nga      | Andrey Arshavin         |
| 11 | TĐ | România  | Gheorghe Bucur          |
| 13 | TM | Nga      | Nikita Khaikin          |
| 16 | HV | Bulgaria | Stanislav Manolev       |
| 17 | TV | Nga      | Svyatoslav Georgievskiy |

| Số | VT | Quốc gia | Cầu thủ               |
| -- | -- | -------- | --------------------- |
| 18 | TV | Nga      | Vladislav Ignatyev    |
| 20 | TV | Nga      | Sergey Karetnik       |
| 21 | HV | Nga      | Vladimir Lobkaryov    |
| 23 | TM | Nga      | Aleksandr Belenov     |
| 25 | TĐ | Paraguay | Lorenzo Melgarejo     |
| 43 | HV | Nga      | Roman Bugayev         |
| 72 | TV | Nga      | Igor Konovalov        |
| 73 | TV | Nga      | Denis Yakuba          |
| 77 | TV | Nga      | Sergei Tkachyov       |
| 78 | TĐ | Nga      | Arsen Khubulov        |
| 84 | HV | Nga      | Aleksandr Kleshchenko |
| 99 | TĐ | Sénégal  | Ibrahima Baldé        |

### Đội trẻ
Ghi chú: Quốc kỳ chỉ đội tuyển quốc gia được xác định rõ trong điều lệ tư cách FIFA. Các cầu thủ có thể giữ hơn một quốc tịch ngoài FIFA.
| Số | VT | Quốc gia | Cầu thủ               |
| -- | -- | -------- | --------------------- |
| 31 | TV | Nga      | Yuri Zavezyon         |
| 46 | HV | Nga      | Yuri Zhuravlyov       |
| 60 | TV | Nga      | Yuri Mitrokhin        |
| 61 | TĐ | Nga      | Sergey Obraztsov      |
| 62 | TĐ | Nga      | Ilya Stefanovich      |
| 63 | TV | Nga      | Nikita Kozlovskiy     |
| 64 | HV | Nga      | Timur Zakirov         |
| 65 | HV | Nga      | Ruslan Dzhamalutdinov |
| 67 | TM | Nga      | Nikolay Kostenko      |
| 68 | HV | Nga      | Aleksei Ivanushkin    |
| 69 | HV | Nga      | Ilya Shushkin         |
| 74 | TV | Nga      | Konstantin Kurkulov   |

| Số | VT | Quốc gia | Cầu thủ             |
| -- | -- | -------- | ------------------- |
| 80 | HV | Nga      | Daniil Marugin      |
| 82 | TM | Nga      | Aleksandr Akishin   |
| 83 | TĐ | Nga      | Maksim Mayrovich    |
| 85 | TV | Nga      | Yakov Minkov        |
| 86 | TV | Nga      | Kirill Volchkov     |
| 87 | TĐ | Nga      | Aleksandr Rybakov   |
| 89 | TV | Nga      | Vladislav Tyufyakov |
| 90 | TV | Nga      | Ilmir Nurisov       |
| 92 | TV | Nga      | Dmitriy Galkin      |
| 93 | HV | Nga      | Soslan Kagermazov   |
| 95 | TV | Nga      | Igor Ponomaryov     |
| 96 | TV | Ukraina  | Dmytro Shcherbak    |

## Huấn Luyện viên trưởng
- Andrei Ageyev (1928–42)
- Ivan Sanzharov (1944–47)
- Andrei Ageyev (1948)
- Lev Zabutov (1949–55)
- Aleksandr Zagretsky (1955–56)
- Nikolai Rasskazov (1956–59)
- Yuri Khodotov (1960)
- Boris Smyslov (1961)
- Stanislav Shmerlin (1961–62)
- Vladimir Gorokhov (1962–63)
- Mikhail Antonevich (1964)
- Nikolai Rasskazov (1964)
- Aleksei Kostylev (1964–65)
- Valeri Bekhtenev (1966–67)
- Stanislav Shmerlin (1968)
- Nikolai Rasskazov (1969–70)
- Petr Scherbatenko (1971)
- Stanislav Shmerlin (1972–73)
- Vladimir Budagov (1973)
- Gennadi Matveyev (1974)
- Ruslan Dzasokhov (1975)
- Viktor Gureyev (1976)
- Viktor Korolkov (1977–79)
- Vladimir Mikhaylov (1980)
- Vladimir Belousov (1981–82)
- Yuri Semin (1982)
- Aleksandr Kochetkov (1983–85)
- Yuri Kolinko (1986)
- Khamza Bagapov (1987–88)
- Igor V. Kaleshin (1988)
- Georgi Bezbogin (1989–90)
- Vladimir Brazhnikov (1990–91)
- Yuri Marushkin (1991–92)
- Igor V. Kaleshin (1992)
- Leonid Nazarenko (1993–94)
- Fyodor Novikov (1995)
- Vladimir Brazhnikov (1995–97)
- Valeri Sinau (1998)
- Adolf Poskotin (1998)
- Soferbiy Yeshugov (1999–00)
- Fyodor Shcherbachenko (interim) (2000)
- Oleg Dolmatov (2001–02)
- Vyacheslav Komarov (2002)
- Vladimir Lagoida (2003)
- Nikolai Yuzhanin (2003–04)
- Soferbiy Yeshugov (2004)
- Leonid Nazarenko (interim) (2004)
- Jozef Chovanec (Jan 1, 2005 – Dec 31, 2005)
- Pavlo Yakovenko (Jan 1, 2006 – Aug 1, 2007)
- Leonid Nazarenko (interim) (Aug 1, 2007 – Aug 20, 2007)
- Soferbiy Yeshugov (Aug 20, 2007 – Nov 11, 2007)
- Alexander Tarkhanov (Jan 1, 2008 – April 3, 2008)
- Sergei Pavlov (April 3, 2008 – Aug 1, 2008)
- Poghos Galstyan (interim) (2008)
- Oleg Protasov (Oct 1, 2008 – Nov 20, 2008)
- Sergei Ovchinnikov (Jan 1, 2009 – Aug 8, 2009)
- Poghos Galstyan (Aug 10, 2009 – Dec 28, 2009)
- Dan Petrescu (Dec 28, 2009 – Aug 14, 2012)
- Yuri Krasnozhan (Aug 16, 2012 – Jan 8, 2013)
- Leonid Kuchuk (Jan 9, 2013 – June 30, 2013)
- Igor Osinkin (July 1, 2013 – July 31, 2013)
- Dorinel Munteanu (July 31, 2013 – Oct 12, 2013)
- Viktor Goncharenko (Oct 12, 2013–2014)
- Leonid Kuchuk (2014–2015)
- Andrei Sosnitskiy (2015)
- Dmitri Khokhlov (2015)
- Sergei Tashuyev (2015–2016)
- Dan Petrescu (2016–)